# Colgong
Colgong é uma cidade e um município no distrito de Bhagalpur, no estado indiano de Bihar.

## Geografia
Colgong está localizada a 25° 16′ N, 87° 13′ L. Tem uma altitude média de 16 metros (52 pés).

## Demografia
Segundo o censo de 2001, Colgong tinha uma população de 22.110 habitantes. Os indivíduos do sexo masculino constituem 53% da população e os do sexo feminino 47%. Colgong tem uma taxa de literacia de 57%, inferior à média nacional de 59,5%: a literacia no sexo masculino é de 63% e no sexo feminino é de 50%. Em Colgong, 17% da população está abaixo dos 6 anos de idade.